# Ramat Moledet
Ramat Moledet (hebreiska: רמת מולדת) är en platå i Israel.   Den ligger i distriktet Norra distriktet, i den nordöstra delen av landet.